# A Governança da China
A Governança da China (chinês simplificado: 习近平谈治国理政) é uma coleção de quatro volumes que compila os discursos e textos do presidente chinês Xi Jinping, Secretário-Geral do Partido Comunista e atual líder supremo da China. Os livros apresentam a linha oficial do Partido Comunista para o desenvolvimento da China no século 21, e são apontados por alguns como sendo os sucessores do Livro Vermelho, de Mao Zedong. Outros líderes chineses também tiveram seus textos compilados, embora após sua saída do poder.
Os volumes foram publicados em 2014, 2017, 2020 e 2020, respectivamente.

## Sinopse
A governança da China consiste de diversos textos organizados tematicamente em capítulos. Os quatro volumes foram editados por três entidades: o Departamento de Informação do Conselho de Estado, o Departamento Central de Pesquisa do Comitê Central e o Grupo Internacional de Publicação da China. Os volumes também são intercalados com uma série de fotografias de Xi, representando-o "no trabalho e na vida cotidiana".
Os textos articulam o chamado Pensamento Xi Jinping, a filosofia política de Xi, no que se refere a questões políticas de grande escala relacionadas à China, incluindo economia, política doméstica, relações internacionais, infraestrutura, tecnologia, ambientalismo, convivência pacífica e forças armadas. O primeiro volume também contém um apêndice que é uma biografia política de Xi Jinping.
| Volume I | Volume I                                        | Volume II | Volume II                                                 | Volume III | Volume III                                                                 |
| Capítulo | Título                                          | Capítulo  | Título                                                    | Capítulo   | Título                                                                     |
| -------- | ----------------------------------------------- | --------- | --------------------------------------------------------- | ---------- | -------------------------------------------------------------------------- |
| 1        | Socialismo com Características Chinesas         | 1         | Socialismo com Características Chinesas e o Sonho Chinês  | 1          | Pensamento sobre o Socialismo com Características Chinesas para a Nova Era |
| 2        | O Sonho Chinês                                  | 2         | Uma Sociedade Moderadamente Próspera em Todos os Aspectos | 2          | Liderança Absoluta do PCC                                                  |
| 3        | Reforma Geral e Profunda                        | 3         | Reforma mais Profunda                                     | 3          | Sistema e Governança Nacional do Estado                                    |
| 4        | Desenvolvimento Econômico                       | 4         | Estado de Direito                                         | 4          | O Povo como Mestre do País                                                 |
| 5        | Estado de Direito                               | 5         | Governando o Partido com Disciplina Estrita               | 5          | Eliminação da Pobreza e uma Sociedade Moderadamente Próspera               |
| 6        | Uma China Culturalmente Avançada                | 6         | Novos Conceitos de Desenvolvimento                        | 6          | Reforma Adicional                                                          |
| 7        | Empreendimentos Sociais                         | 7         | O Novo Normal do Desenvolvimento Econômico                | 7          | Abertura Completa                                                          |
| 8        | Progresso Ecológico                             | 8         | Democracia Socialista                                     | 8          | Gerenciamento de Riscos                                                    |
| 9        | Defesa Nacional                                 | 9         | Confiança Cultural                                        | 9          | Desenvolvimento de Alta Qualidade                                          |
| 10       | Um País, Dois Sistemas                          | 10        | O Bem-estar do Povo                                       | 10         | Democracia Socialista                                                      |
| 11       | Desenvolvimento Pacífico                        | 11        | Bela China                                                | 11         | Cultura Chinesa                                                            |
| 12       | Novo Modelo de Relações entre os Grandes Países | 12        | Desenvolvimento Militar                                   | 12         | O Bem-Estar do Povo                                                        |
| 13       | Diplomacia Vizinha                              | 13        | Um País, Dois Sistemas                                    | 13         | Harmonia entre Humanidade e Natureza                                       |
| 14       | Cooperação com os Países em Desenvolvimento     | 14        | Diplomacia da China como Grande País                      | 14         | A Forças Armadas do Povo                                                   |
| 15       | Relações Multilaterais                          | 15        | Desenvolvimento Pacífico e Cooperação com Outros Países   | 15         | Hong Kong, Macau e a Reunificação Pacífica da China                        |
| 16       | Laço Estreitos com o Povo                       | 16        | Iniciativa do Cinturão e Rota                             | 16         | Diplomacia da China como Grande País                                       |
| 17       | Combate à Corrupção                             | 17        | Uma Comunidade de Futuro Compartilhado                    | 16         | Comunidade Global de Futuro Compartilhado                                  |
| 18       | A Liderança do Partido Comunista                | -         | -                                                         | 18         | Iniciativa do Cinturão e Rota                                              |
| Apêndice | Homem do Povo                                   | -         | -                                                         | 19         | Autorreforma do PCC                                                        |

## Lançamento

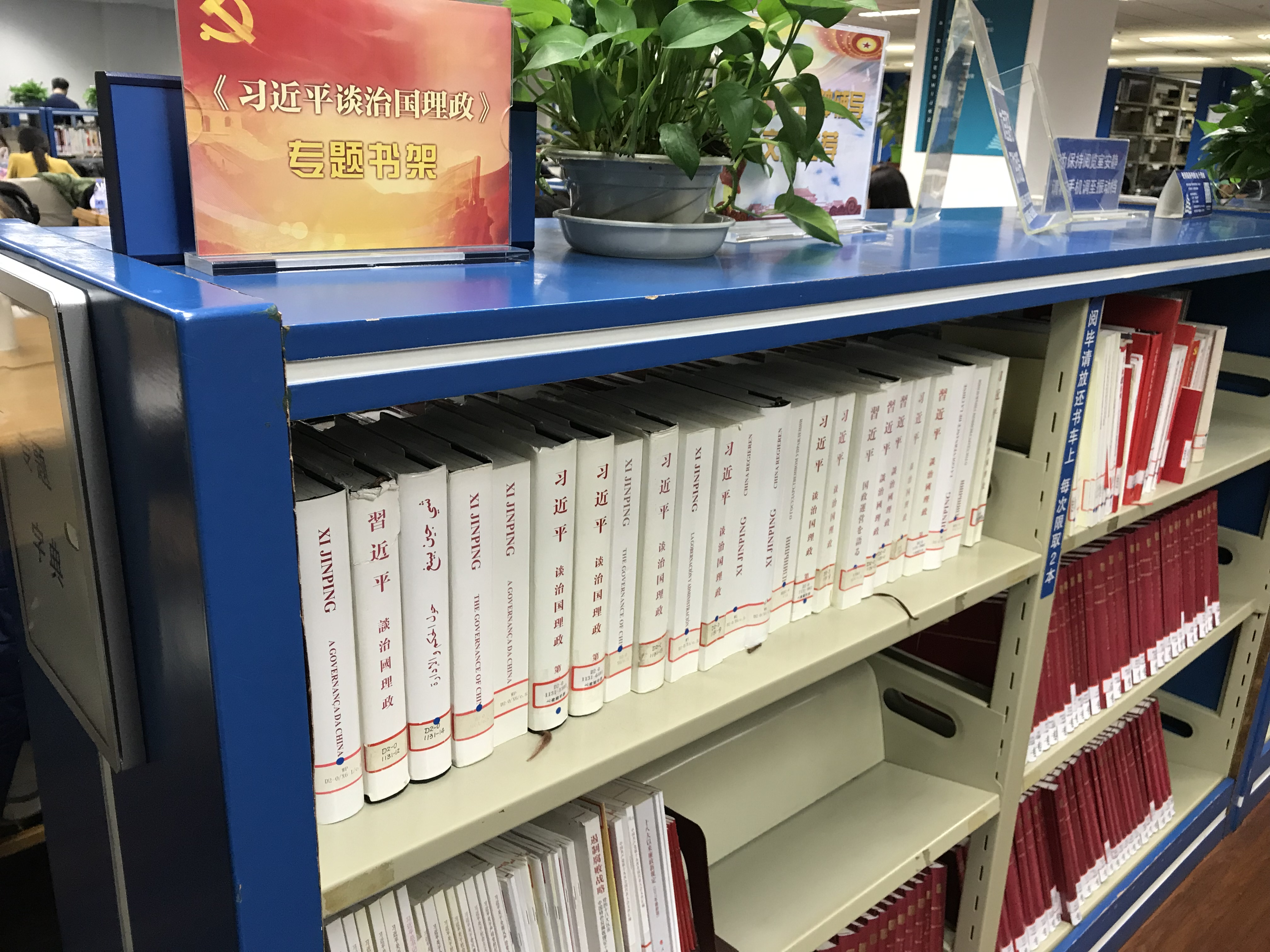
A Governança da China em diferentes idiomas na Biblioteca de Xangai.

Os dois primeiros volumes de A Governança da China foram formalmente apresentados ao público ocidental na London Book Fair após seus lançamentos, e ambos foram traduzidos para outros importantes idiomas além do chinês: inglês, árabe, francês, alemão, japonês, português, russo e espanhol.
Versões digitais do primeiro volume em chinês e inglês estão disponíveis em plataformas de comércio digital, incluindo Amazon, OverDrive, CNPeReading e iReader.
No Brasil foi lançado no final de 2019 no Palácio dos Bandeirantes com a presença do atual governador João Dória.

## Recepção
As críticas em relação a A Governança da China foram variadas, incluindo a recepção positiva de autoridades chinesas, elogios mistos de líderes não chineses e críticas negativas na mídia ocidental, onde o trabalho às vezes é considerado propaganda. É relatado que o CEO do Facebook, Mark Zuckerberg, leu o livro e encomendou cópias para os funcionários da empresa. O interesse de Zuckerberg no livro foi interpretado como um interesse adquirido; o Facebook está bloqueado na China e, se o bloqueio fosse suspenso, o resultado potencial seria um aumento dramático na base de usuários do Facebook.
Embora a mídia chinesa tenha relatado que os números de circulação global para os volumes do livro tenham sido na ordem de milhões de cópias, a mídia ocidental relatou que o número de vendas foram muito baixos nos países ocidentais.